# Maria Lenti
Maria Lenti (Urbino, 15 dicembre 1941) è una poetessa e politica italiana.

## Biografia
Poetessa, narratrice, saggista, giornalista, è nata e vive a Urbino. Laureata in lettere, ha lavorato come docente di scuola superiore di italiano e storia sino al 1994, quando è stata eletta deputata al Parlamento italiano per Rifondazione Comunista nel collegio di Urbino. È stata deputata per due legislature, dal 1994 al 2001. Dal 28 luglio 1998 è stata componente della VII Commissione permanente Cultura.
Studiosa di letteratura ed arte, collabora a riviste letterarie e a pagine di quotidiani diversi. Tra I suoi libri: Un altro tempo (1972, poesia), Albero e foglia (1982, poesia), Sinopia per appunti (1997, poesie, 2º classificato al premio “Alpi Apuane”), Passi variati (2003, racconti), Cambio di luci (2009, poesia, finalista al Premio Pascoli), Effetto giorno (2012, scritti di tenore culturale e politico), Cartografie neodialettali (2014, saggi su poeti neodialettali di Romagna e d’altri luoghi), Certe piccole lune (2017, racconti, vincitore del concorso “narrabilando”) , Ai piedi del faro, 2016, (poesie), Elena, Ecuba e le altre, 2019 (3º premio al PontedilegnoPoesia 2019), Arcorass Rincuorarsi, 2020 (poesia), Apologhi in fotofinish. Racconti e altri scritti (2023), Segn e artaj Segni e ritagli (2024) . Nel 2011 ha curato l'antologia di poeti italiani contemporanei Dentro il mutamento. Nel 2020 ha curato l’antologia di racconti Il mantello aperto.
Nel 2006 ha vinto lo “Zirè d’oro”.
Sulla sua poesia il regista Lucilio Santoni ha realizzato il video A lungo ragionarne insieme. Un viaggio con Maria Lenti (2002).
www.marialenti.it sito ufficiale